# Pomyje (ciecz)
Pomyje – nieczystość płynna, zanieczyszczona woda pozostająca po zmywaniu naczyń.
W przeszłości pomyje znajdowały zastosowanie w gospodarstwach rolnych, gdzie służyły jako karma dla mniej wymagających zwierząt, zwłaszcza świń. Obecnie w całej Unii Europejskiej obowiązuje zakaz karmienia zwierząt pomyjami lub odpadami gastronomicznymi. W miastach pomyje początkowo wylewano jak inne ścieki na ulice, do rynsztoków, ale stopniowo zakazano takich praktyk i nakazywano wylewać je do kanałów, dołów kloacznych lub gnojowisk.